# Wildcat Hill Provincial Park
Wildcat Hill Provincial Park är en park i Kanada.   Den ligger i provinsen Saskatchewan, i den centrala delen av landet, 2 100 km väster om huvudstaden Ottawa. Wildcat Hill Provincial Park ligger 670 meter över havet.
Terrängen runt Wildcat Hill Provincial Park är lite kuperad. Trakten runt Wildcat Hill Provincial Park är nära nog obefolkad, med mindre än två invånare per kvadratkilometer.. Det finns inga samhällen i närheten. 
I omgivningarna runt Wildcat Hill Provincial Park växer i huvudsak blandskog.